# Adriana Ispravnic
Adriana Ispravnic (n. 1877, Șiclǎu - d. 1983, Arad) a fost un deputat în Marea Adunare Națională de la Alba Iulia, organismul legislativ reprezentativ al „tuturor românilor din Transilvania, Banat și Țara Ungurească”, cel care a adoptat hotărârea privind Unirea Transilvaniei cu România, la 1 decembrie 1918.:p. 77

## Biografie
Adriana Ispravnic s-a născut în satul  Șiclǎu din județul Arad, la data de 14 aprilie 1877. Aceasta a urmat cursurile Școlii civile de fete din Sibiu, iar după încheierea acestora se mută înapoi în Arad. S-a remarcat ca membră a "Reuniunii femeilor române" din Arad, dar și ca membră a unor asociații de binefacere pentru ajutorarea săracilor și copiilor orfani. Din 1930, Adriana Ispravnic a fost președinta filialei din Arad a "Asociației pentru emanciparea civilă și politică a femeilor române". A decedat la Arad, la data de 24 iulie 1983.:p. 16

## Activitatea politică

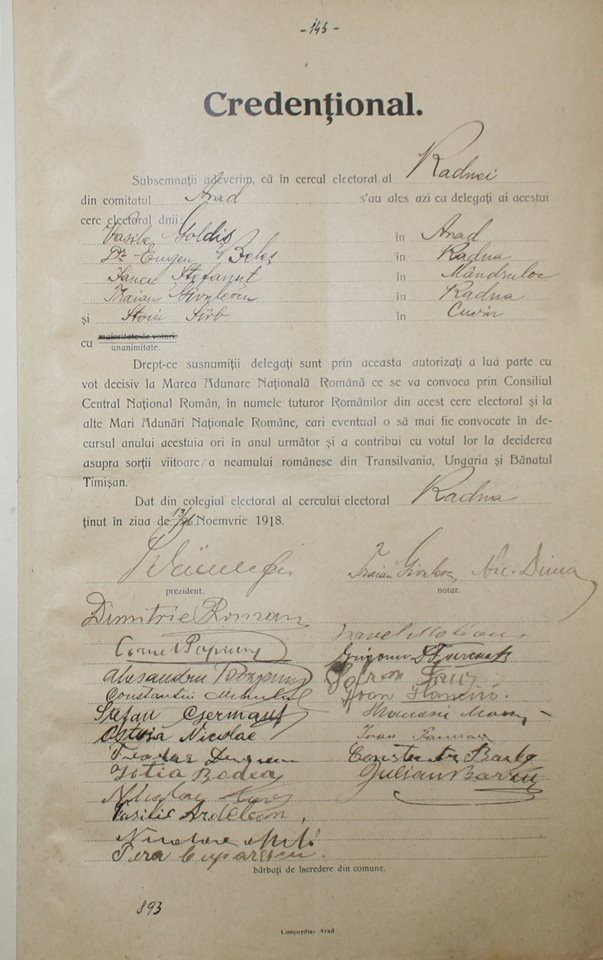
Credențional

Ca deputat în Adunarea Națională din 1 decembrie 1918 a reprezentat, ca delegat de drept, "Reuniunea femeilor române" din Arad.:p. 77:p. 16